# Stelis tuberculata
Stelis tuberculata är en biart som beskrevs av Cockerell 1919. Stelis tuberculata ingår i släktet pansarbin, och familjen buksamlarbin. Inga underarter finns listade i Catalogue of Life.